# Schizodon borellii
La boga fina, lisa de agua dulce o voga (Schizodon borellii) es una especie de peces de la familia Anostomidae en el orden de los Characiformes.

## Nombres
Llamado comúmente boga lisa, boga fina, voga; aracú pintado, aracú pintado piau, chimburé, piaba, o taguará.

## Morfología
Los machos pueden llegar hasta los 2 kg de peso, con una longitud máxima descrita de unos 30 cm.

## Hábitat
Es un pez de agua dulce y de clima tropical.

## Distribución geográfica
Se encuentran en Sudamérica, en los ríos de la cuenca del río Paraguay, en Argentina, Brasil y Uruguay.